# Taras Kermauner
Taras Kermauner, slovenski literarni zgodovinar, filozof, esejist, kritik, dramaturg, * 13. april 1930, Ljubljana, † 11. junij 2008, Ljubljana.

## Življenjepis
Bil je sin zgodovinarja in predvojnega komunističnega aktivista Dušana Kermavnerja, brat pesnika Aleša Kermavnerja, oče pesnice Aksinje Kermauner, pesnika in varuha človekovih pravic Matjaža Hanžka ter mož dramatičarke Alenke Goljevšček. V času med vojno je obiskoval klasično gimnazijo v Ljubljani in se športno udejstvoval (4. mesto v metu diska v Jugoslaviji). Po maturi se je vpisal na Filozofsko fakulteto, smer filozofija, kjer je leta 1954 diplomiral. Leto dni je bil na izpopolnjevanju v Parizu, med letoma 1955 in 1958 pa je bil asistent pri stolici za filozofijo na Filozofski fakulteti v Ljubljani, a mu Boris Ziherl ni podaljšal staža in je ostal brez zaposlitve, podobno kot malo kasneje njegov vrstnik Veljko Rus. Bil je eden voditeljev t. i. kritične generacije (poleg njega mdr. še Primož Kozak, Dominik Smole, ...), ki se je kot prva povojna generacija poskušala osamosvojiti od politično-ideološkega diktata, kar je najbolj občutil njegov mlajši kolega Jože Pučnik, ki je takrat pristal v zaporu.
Med letoma 1958 in 1960 je proti Tarasu Kermaunerju potekala preiskava zaradi suma sovražne propagande; leta 1959 je bil nekaj dni zaprt (poleg Vitala Klabusa in Vena Tauferja) zaradi neprijavljenega javnega predavanja. Od leta 1966 do 1969 je bil kot uradnik zaposlen na Izvršnem svetu SRS, večino časa pa je deloval kot svobodni književnik. Za kratek čas je leta 1970 opravljal funkcijo ravnatelja ljubljanske Drame SNG. Bil je sourednik Perspektiv in tudi drugih sorodnih revij.  
V različnih obdobjih se je intenzivno družil - sprva s "svojo" kritično generacijo, poleg naštetih še Marjan Rožanc, Peter Božič..., in nekaterimi od sebe starejšimi intelektualci, literati oz. gledališčniki (med katerimi izstopata predvsem Ivan Mrak in Dušan Pirjevec), kasneje tudi z nekaterimi najprodornejšimi intelektualci in ustvarjalci iz mlajših generacij. 
Objavljati je začel leta 1946 v Mladinski reviji, z uničujočo kritiko Ingoličeve zbirke novel Pred sončnim vzhodom, nadaljeval v Novem svetu, v petdesetih in šestdesetih letih pa je postal eden vodilnih piscev t. i. kritične generacije. Zavzemal se je za svobodo mišljenja ter novejše in avantgardne smeri v umetnosti in književnosti: radikalni kriticizem v 50. letih, reizem, ludizem, mitizem v drugi polovici 60. let, že leta 1982 tudi o postmoderni. Napisal je veliko interpretacij in analiz slovenske književnosti, spremnih besed h knjigam novejših slovenskih avtorjev, sodeloval je pri mnogih slovenskih revijah in objavljal tudi v srbohrvaških časopisih. Kritike, zlasti veliko filmskih, je v 50. letih objavljal v Naših razgledih, pozneje še v revijah Ekran, Dialogi idr.
Bil je tudi pomemben dramaturg v vseh slovenskih gledališčih, med drugim sodelavec gledališča Glej  in eden glavnih ustanoviteljev, voditeljev in režiserjev Odra 57. Leta 1962 je režiral Zajčevo dramo Otroka reke in bil dramaturg Kozakove Afere. Le-to je režiral v beograjskem Ateljeju 212. Leto kasneje, 1963, je skupaj s Francijem Križajem režiral še Kozakovo dramo Dialogi. 
Leta 1985 so mu namenili nagrado Prešernovega sklada, vendar jo je zavrnil. Prav tako je istega leta zavrnil nagrado za scenarij kratkega filma o Edvardu Kocbeku. Drugih nagrad in odlikovanj ni dobil. Leta 1981 je na univerzi v Sarajevu doktoriral z razpravo o Cankarjevi dramatiki in bil 1982 habilitiran v naslov rednega univerzitetnega profesorja za dramaturgijo na ljubljanski AGRFT. Izredni član SAZU je postal leta 1991, redni pa 1995. Živel je v vasi Avber na Krasu in se ni udeleževal javnega življenja.
V zadnjem obdobju, malo pred svojo smrtjo, se je po dolgih letih odsotnosti spet vrnil v javnost, mdr. s TV-intervjujem, kolumnami na zadnji strani Sobotne priloge Dela in podpori stanki Zares pod vodstvom Gregorja Golobiča na parlamentarnih volitvah.

## Delo
Taras Kermauner je pisal veliko člankov o filmu, glasbi, slikarstvu, kulturi, politiki, filozofske razprave, razprave o liriki, prozi in predvsem dramatiki, največ pa se je ukvarjal z literarno zgodovino, literarno teorijo in literarno kritiko ter esejistiko, predvsem v revijah Beseda, Revija 57, Perspektive, Novi reviji, pa tudi Most itd. Njegova glavna preokupacija je bila analiza sveta in človeka skozi slovensko literaturo, zlasti skozi slovensko dramatiko, o čemer je napisal več kot 100 knjig (vseh njegovih knjig je kar okoli 150) pod skupnim naslovom Rekonstrukcija in reinterpretacija slovenske dramatike. Njegova obsežna bibliografija (do leta 2000, sestavil Martin Grum) je objavljena v knjigi Geometrija redov, 3: Vidiki (2000).

### Knjige o dramatiki
- Stvarna kazala Kermaunerjevih knjig o slovenski dramatiki
- Trojni ples smrti ali samorazdejanje humanizma v povojni slovenski drami (1968)
- Od eksistence do vloge (1971) (COBISS)
- Radikalnost in zavrtost – slovenski kulturni arhetip (1975) (COBISS)
- Infantilni demon: studije o evropskoj drami, v srbohrvaščini  (1975) (COBISS)
- Pomenske spremembe v sodobni slovenski dramatiki (1975) (COBISS)
- Od igre do telesa (1976) (COBISS)
- Mesec dni z Ivanom Cankarjem, Martinom Kačurjem in Tarasom Kermaunerjem (1976)
- Besede in dogodek (1978) (COBISS)
- Dialektika ideje – Od skrivnosti do jezika (1978) (COBISS)
- Cankarjeva dramatika (1981)
- Drama, gledališče in družba: sociološka analiza literarnih ideologij v slovenski dramatiki (1983)(COBISS)
- Med hlapčevstvom in samobitnostjo: sociološko-politološka analiza slovenstva v slovenski dramatiki  (1986) (COBISS)
- Slovenska dramatika 20. let 20. stoletja (1988)
- Vračanje mita v sodobni slovenski dramatiki (1988) (COBISS)
- Kristus in Dioniz: razprava o slovenski dramatiki zadnjega pol stoletja (1990) (COBISS)
- Majcnova dramatika I, II (1992) (COBISS)
- Od bratovstva k bratomoru I, II (1993, 1995) (COBISS)
- Slovenski plemenski junaki – Tugomer I, II, III (1994, 1996, 1997)(COBISS)
- Pravica do oblasti (1995)
- Zbogom zvezde (1996) (COBISS)
- Blagor blata (1996) (COBISS)
- Blagor blata II: Rdeče zlata zgodovina (1996) (COBISS)
- Blagor blata III: Bratovski objem blata (1997) (COBISS)
- Trije despotje I: Diktator Aleksander Veliki (1997) (COBISS)
- Trije despotje II: Grof Tahi in Škof Hren (1997) (COBISS)
- Dramatika slovenske politične emigracije 1-7 (1997-2002)
- Slovenski plemenski junaki - Črtomir I, II (1997, 1999)
- Klerikalizem in liberalizem (1998) (COBISS)
- Duhovniki, meščani, delavci 1-4 (1998)
- Svetost, čudež, žrtev I (1998) (COBISS)
- Porajanje levice-desnice 1-3 (1999, 2001)
- Današnja slovenska dramatika I: Obračun med vrati (2000) (COBISS)
- Današnja slovenska dramatika II: Komentarji (2000) (COBISS)
- Paradoks odreševanja - tretja v podnizu Dramatike slovenske politične emigracije (2001)
- Današnja slovenska dramatika 4, Zgodovina Lipicanije I, II (2001) Pravica in kazen, Užaljeni zasebnik
- Čitalniška dramatika (2001)  (COBISS)
- Detelova dramatika (2002) (COBISS)
- Kreftova dramatika v kontekstu; 1: Uvod in načrt; 2: Volčji ali zimzeleni čas? [Elektronski vir] (2004) (COBISS) (COBISS)
- Eseji, pisma, portret, 2: Predavanja [Elektronski vir] (2004) (COBISS)
- Današnja slovenska dramatika, 5: Let na dno Arhivirano 2016-03-14 na Wayback Machine. (2005) [Elektronski vir] (COBISS)
- Zgodba o narodu, 1: Slovenski narod se poraja Arhivirano 2016-03-15 na Wayback Machine. (2006) [Elektronski vir] (COBISS)
- O enem izmed vidikov moje literarne zgodovine (s posebnim oziroma na slovensko dramatiko) (separat, 2006)
- Drama (maša?) Ivana Mraka: Mrakova dramatika  (2007)
- O politični slovenski dramatiki (nepolitik o politiki razmišljajočim prijateljem) (2007)
- Demokracija kot odprt problem - v luči slovenske dramatike (2007)
- Pohod in polom zgodovine 1-2 (2007)
- Med gledališčem in fikcijo (2007)
- Med dramatiko in spominom (2008)

### Knjige o poeziji
- Na poti k niču in reči: porajanje reizma v povojni slovenski poeziji (1968) (COBISS)
- Natura in intima (1969) (COBISS)
- Izročilo in razkroj ali samorazdejanje humanizma v povojni slovenski poeziji (1970) (COBISS)
- Strukture v poeziji: raziskava pomenske strukturalne mreže (1971) (COBISS)
- Dileme sodobnega slovenskega pesništva (1971) (COBISS)
- Avantgardni pesnik pred sodiščem (1972) (COBISS)
- Poezija slovenskega zahoda I, II, III (1990, 1991, 1993)
- Ogenj, ki prečiščuje: razprava o Balantičevi poeziji (1991) (COBISS)
- Anatomija poezije: izbrani spisi Tarasa Kermaunerja o povojni slovenski poeziji (izbor, uvod in komentarji Ivo Svetina, 2013)

### Knjige o prozi
- Zgodba o živi zdajšnjosti (1975)
- Družbena razveza: sociološko in etično naravnani eseji o povojni slovenski prozi (1982)
- Primerjava med dvema novelama: med Primoža Kozaka Ano in Edvarda Kocbeka Črno orhidejo (separat, 2006)

### Avtobiografska dela
- Staja pod Poncami (1979)
- Zdrobljena zrcala (1981)
- Mala odisejada slovenskog intelektualca (1983)
- Sreča in gnus ali kako kritično razumeti nastanek osebnosti (1984)
- Med prijatelji, med sovražniki: novi dnevnik 1982 I (1986)
- Zadnje srečanje (1990)
- Skupinski portret z Dušanom Pirjevcem (2002)
- Navzkrižna srečavanja (spomini, portreti, analize) (2008)
- Po(ne)srečena srečavanja (2009)

### Esejistična in druga dela
- Struktura in zgodovina (1969)
- Lastne podobe, obremenjene z zanosnim samoobtoževanjem (1979)
- Žrec avangarde i njezin grobar (v srbohrvaščini) (1980)
- Iskanje Boga: predavanja o poti k Bogu (1988)
- Kako Slovence vrniti h kulturi (esej, ki je v letu 1989 izhajal v podlistkih v reviji Srce in oko)
- Pisma slovenskemu prijatelju (z Matjažem Kmeclom) (1989)
- Pisma srbskemu prijatelju (1989) (z Ljubomirjem Tadićem)
- Slovenska kultura in versko izkustvo (1991) Krščanske dogme - s stališča krščanskega intelektualca
- Dvanajst predavanj o perečih razpotjih krščanstva (1992)
- Slovenski čudež v Argentini I – III (1992)
- Bog in slovenstvo: versko-kulturni esej (1993)
- Perspektivovci (1995)
- Navzočnost Božjega v slovenskem slikarstvu (1996)
- Krščanstvo, civilna družba in slovenstvo (1996)
- Dialogi. 2, Hudogovori, pogovori (s sodelovanjem Andreja Rota) (2001)

## Prevodi
- György Lukács: Razkroj uma: Pot iracionalizma od Schellinga do Hitlerja. [Die Zerstörung der Vernunft] (COBISS)
- György Lukács: O današnjem pomenu kritičnega realizma (COBISS)
- D'Allembert: Uvod v enciklopedijo (COBISS)

## Knjige o njem
- Marjan Rožanc: Travma Tarasa Kermaunerja, Sodobni slovenski esej. Ljubljana: Mladinska knjiga, 1979
- Andrej Inkret: Novi spomini na branje, Ljubljana: Mladinska knjiga, 1980 (COBISS)
- Franček Bohanec: Živa stvarnost, Maribor: Obzorja, 1983 (COBISS)
- Marjan Dolgan: Slovenski literarni programi in manifesti, Fanfare in tihotapci. Ljubljana: Mladinska knjiga, 1990 (COBISS)
- Lev Kreft: Zjeban od Absolutnega: Perspektivovci in perspektivaši: portret skupine (predgovor Taras Kermauner), 1998
- Taras Kermauner: History of literature, League of communists of Slovenia, Poljane Grammar School, University of Ljubljana / Lambert M. Surhone, Miriam T. Timpledon, Susan F. Marseken (ed.), 2010
- Taras Kermauner - simpozij : zbornik, oktober 2009 (ur. Mitja Čander, Sanja Grobovšek), 2010